# Cerkiew św. Jana Chrzciciela w Choroszczynce
Cerkiew św. Jana Chrzciciela – unicka, a następnie prawosławna cerkiew w Choroszczynce, zbudowana w 1810 i zniszczona podczas akcji polonizacyjno-rewindykacyjnej w 1938.

## Historia
Pierwszą cerkiew unicką wzniósł w Choroszczynce Mikołaj Sapieha w XVII w. Budynek nosił wezwanie Narodzenia Najświętszej Maryi Panny. W 1752 miała miejsce powtórna erekcja parafii unickiej w Choroszczynce, podczas której wezwanie świątyni zmieniono na Ścięcie Głowy św. Jana Chrzciciela. Pierwotna budowla uległa całkowitemu zniszczeniu podczas pożaru w 1802. Osiem lat później Aleksander Sapieha sfinansował budowę drugiej unickiej cerkwi, której tym razem nadano wezwanie Oczyszczenia Matki Bożej. Po likwidacji unickiej diecezji chełmskiej obiekt przejął Rosyjski Kościół Prawosławny, po raz czwarty zmieniając wezwanie budynku, którego patronem został Jan Chrzciciel. Po 1887 obiekt gruntownie przebudowano.
Budynek został w 1915 uszkodzony. W 1938 cerkiew rozebrano w ramach akcji polonizacyjno-rewindykacyjnej.